# سولفید سزیم
سولفید سزیم، یک نمک معدنی با فرمول شیمیایی Cs2S است. که یک قلیای قوی محلول در آب است. این ماده هنگام تماس با هوا،  سولفید هیدروژن با بویی همانند بوی تخم مرغ فاسد انتشار می دهد.

## تولید
مانند سولفید سدیم، سولفید سزیم بدون حضور آب می‌تواند به دست آید؛ این فرآیند ناشی از واکنش سزیم و گوگرد در محلول THF می باشد. برای انجام این واکنش، نیاز به آمونیاک یا نفتالین است.
2Cs + S → Cs 2 S
با حل کردن سولفید هیدروژن در محلول هیدروکسید سزیم، بی سولفید سزیم تولید می شود، سپس سولفید سزیم نیز تولید می شود.
CsOH + H 2 S → CsHS + H 2 O
CsHS + CsOH → Cs 2 S + H 2 O